# Треббіано

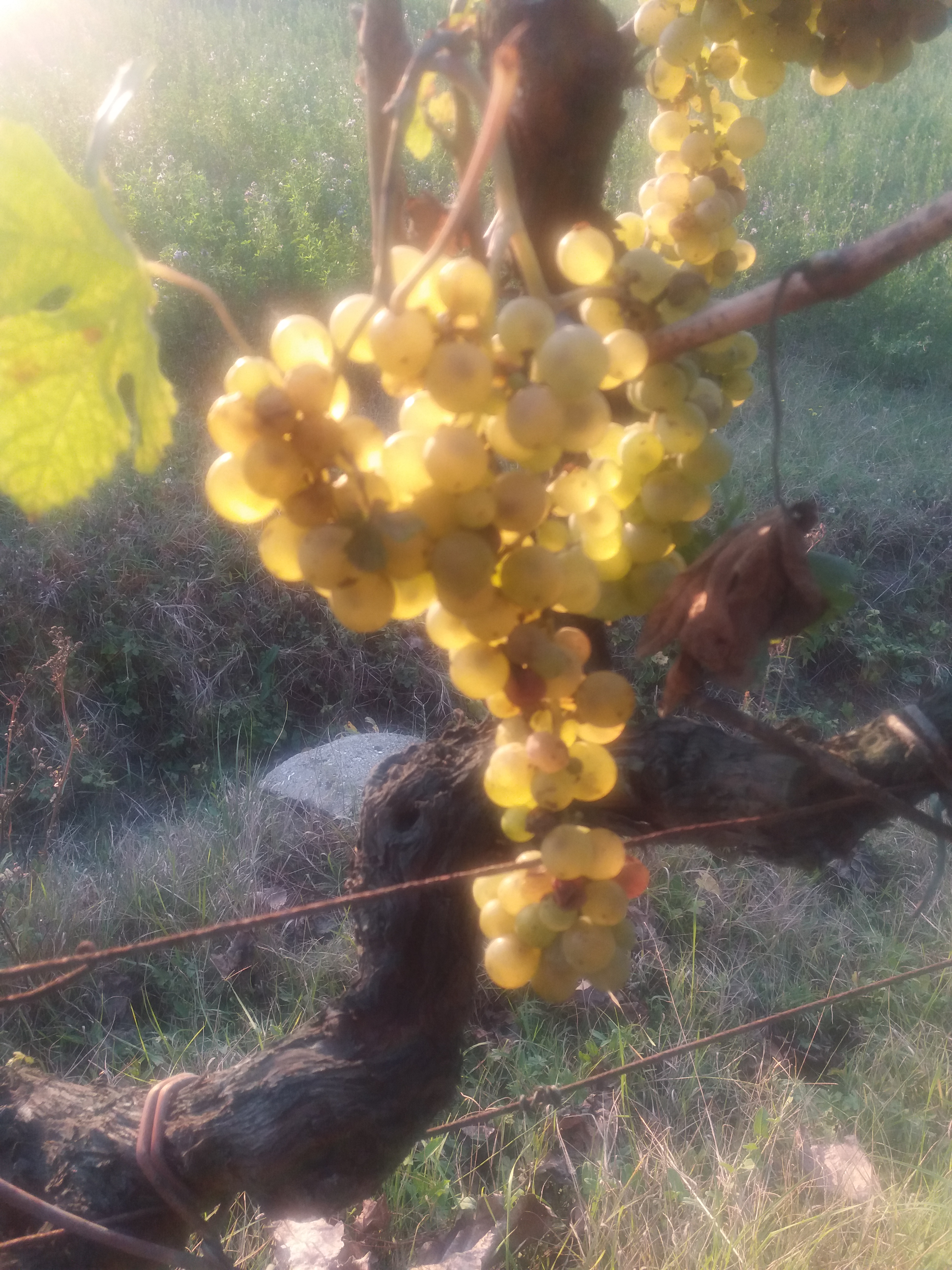
Гроно Треббіано Тоскано

Треббіано (італ. Trebbiano) — родина італійських технічних сортів білого винограду. Також «треббіано» — це комерційна назва сортових вин, які виробляються з цих сортів. У італійському ампелографічному реєстрі налічується 7 сортів треббіано. Об'єм виробництва цих сортів досить значний, але за межами Італії вони маловідомі, тому що велика кількість винограду використовується як виноматеріал для дистиляції, а також, тому що вина з треббіано рідко бувають сортовими, зазвичай його використовують для купажів.

## Історія
Сорти треббіано мають давню історію та відомі ще з давньоримських часів. У середні віки (приблизно XIV сторіччя) Треббіано Тоскано потрапив до Франції.

## Перелік сортів
Під загальною назвою треббіано мають на увазі один з наступних сортів:
- Треббіано Тоскано (італ. Trebbiano Toscano) — самий розповсюджений сорт. В Італії застосовується для виробництва сухого вина. У Франції має назву «уні блан» (фр. Ugni Blanc) та використовується для виробництва коньяку та арманьяку.
- Треббіано ді Соаве (італ. Trebbiano di Soave)
- італ. Trebbiano Giallo
- італ. Trebbiano Modenese — використовується здебільшого для виробництва моденського бальзамічного оцту.
- італ. Trebbiano Romagnolo
- італ. Trebbiano Spoletino
- італ. Trebbiano Abruzzese

## Розповсюдження
Сорти (здебільшого сорт Треббіано Тоскано) широко розповсюджений в Італії (здебільшого на півночі та у центрі), зустрічається у Франції та країнах Нового Світу (Аргентина, Уругвай, Австралія).

## Синоніми
Сорти родини треббіано мають дуже велику кількість синонімів залежно від країни та місцевості де вирощуються, самі відомі з них — італ. Biancame , Procanico, фр. Ugni Blanc, італ. Verdicchio Bianco , Turbiana , Trebbiano di Lugana, Rossetto, Trebbiano (комерційна назва).